# Пуска
Пуска је насељено место у општини Јасеновац, у новској Посавини, Република Хрватска.

## Историја
До територијалне реорганизације у Хрватској насеље се налазило у саставу бивше велике општине Новска.

## Становништво
На попису становништва 2011. године, Пуска је имала 293 становника.

## Попис1991.
На попису становништва 1991. године, насељено место Пуска је имало 346 становника, следећег националног састава:
| Попис 1991.‍ | Попис 1991.‍ | Попис 1991.‍ | Попис 1991.‍ | Попис 1991.‍ |
| ----------- | ----------- | ----------- | ----------- | ----------- |
|             |             |             |             |             |
| Хрвати      | Хрвати      |             | 340         | 98,26%      |
| Словенци    | Словенци    |             | 1           | 0,28%       |
| остали      | остали      |             | 1           | 0,28%       |
| непознато   | непознато   |             | 4           | 1,15%       |
| укупно: 346 |             |             |             |             |